# Бум (фільм, 1963)
«Бум» (італ. Il Boom) — італійська кінокомедія 1963 року, поставлений режисером Вітторіо Де Сікою з Альберто Сорді в головній ролі.

## Сюжет
Італія. Післявоєнний економічний бум дозволяє багатьом заповзятливим громадянам швидко розбагатіти.
 Джованні Альберті (Альберто Сорді), одружившись з донькою генерала Сільвією (Джанна Марія Канале), пішов з роботи та зайнявся бізнесом. Альберті веде розкішне світське життя, але він заліз у борги і тепер сидить на мілині. На прийомах, де збирається вище товариство початку 1960-х, Альберті безуспішно намагається позичити у кого-небудь грошей. Він приходить до заможного підприємця Баузетті й натикається на категоричну відмову. Проте, дружина останнього, потворна стара, призначає йому таємне побачення. Коли Альберті приходить до старої додому, та радить йому нікому не говорити про цю зустріч — навіть власній дружині. Потім вона переходить до справи: чи погодиться Альберті продати своє око? Обличчя Альберті кам'яніє: він готувався розплатитися натурою, але дещо іншим чином. Він просить часу подумати.
Сільвія, дізнавшись про своє банкрутство, повертається до батька. Після цього Альберті приймає пропозицію дружини підприємця: у її чоловіка скляне око, і він хоче замінити його справжнім. Альберті проходить обстеження у окуліста. Йому доводиться підбадьорювати підприємця, який до смерті боїться майбутньої операції. Отримавши аванс, Альберті влаштовує пишний бенкет, на якому висловлює своїм «друзям» усе, що він про них думає. У спальні дружини він ховає руку в рукаві піджака, запитуючи: «Ти б любила мене, якби я був одноруким»? Уранці перед операцією, він дивиться на свою сплячу дитину, закривши одне око, щоб перевірити враження. У лікарні його кладуть на операційний стіл поряд з «реципієнтом», який зляканий ще більше ніж Альберті. Альберті в паніці вибігає на вулицю, де його перехоплює дружина підприємця. Альберті здається і, опустивши голову, повертається в лікарню, оточений переслідувачами в білих халатах.

## У ролях
| • Альберто Сорді      | … | Джованні Альберті |
| • Джанна Марія Канале | … | Сільвія Альберті  |
| • Етторе Джері        | … | сеньйор Баузетті  |
| • Єлена Ніколаї       | … | сеньйора Баузетті |
| • Альчео Барнабеї     | … | сеньйор Баратті   |
| • Федеріко Джордано   | … | батько Сільвії    |
| • Антоніо Мамбретті   | … | Фараваллі         |
| • Сільвіо Баттістіні  | … | Ріккардо          |
| • Сандро Мерлі        | … | сеньйор Дронацці  |
| • Джон Карлсен        | … | окуліст           |
| • Уго Сільвестрі      | … | Гардінацці        |
| • Глорія Черві        | … | сеньйора Баратті  |

| • Джино Паскуареллі     | … | директор           |
| • Марія Грація Буччелла | … | секретарка         |
| • Маріоліна Бово        | … | сеньйора Фараваллі |
| • Фелічита Транкіна     | … | мати Джованні      |
| • Сандра Верані         | … | сеньйора Дронацці  |
| • Франко Аббіано        | … | асистент окуліста  |
| • Розетта Біонді        | … | медсестра          |
| • Мательда Скотті       | … | дружина Ріккардо   |
| • Альфредо Дзамбуто     | … | слуга              |
| • Вітторіо Каселла      | … | секретар           |
| • Альфіо Віта           | … | сусід              |
| • Маріо Чіппароне       | … | клієнт             |

## Знімальна група
- Автор сценарію — Чезаре Дзаваттіні
- Режисер-постановник — Вітторіо Де Сіка
- Продюсер — Діно Де Лаурентіс
- Оператор — Армандо Наннуцці
- Композитор — П'єро Піччоні
- Монтаж — Адріана Новеллі
- Художник-постановник — Еціо Фріджеріо
- Художник-декоратор — Еміліо д'Андрія
- Художник по костюмах — Лучилла Муссіні

## Критика
Французький історик кіно Жак Лурселль характеризує фільм як «єдиний цікавий експеримент Де Сіки в зубастій італійській комедії», яку він зняв «у відносно м'якому стилі, позбавленому надмірної агресивності».